# Herr der Fliegen (1963)
Herr der Fliegen ist ein britisches Filmdrama von Peter Brook aus dem Jahr 1963. Es ist die erste Verfilmung des gleichnamigen Romans von William Golding.

## Handlung
Nach einem Flugzeugabsturz landet eine Gruppe englischer Schüler auf einer unbewohnten Insel. Von den Erwachsenen hat keiner überlebt. Ralph und ein übergewichtiger Junge mit Brille, der Asthma hat und in der Schule stets „Schweinchen“ genannt wurde, glauben zunächst, sie seien die einzigen Überlebenden. Ralph findet am Strand eine Hornmuschel, in die er bläst. Plötzlich erscheinen zahlreiche weitere Jungen unterschiedlichen Alters. Kurz darauf stößt ein Jungenchor zur Gruppe hinzu, der von Jack angeführt wird. Er war Chorleiter und Klassensprecher und würde nun gerne Häuptling der Gruppe werden. Bei der Wahl setzt sich jedoch Ralph durch. Jack wiederum ernennt die Chormitglieder kurzerhand zu den Jägern der Gruppe. Sie sollen für Essen sorgen. Nachdem Ralph, Jack und der blonde Simon das Gelände erkundet haben, steht fest, dass die Jungen tatsächlich auf einer Insel gelandet sind, die unbewohnt ist. Damit sie von Schiffen oder Flugzeugen gefunden werden, entzünden sie auf dem Berg der Insel mithilfe von Schweinchens Brille ein Feuer. Mitglieder der Jäger haben die Aufgabe, das Feuer nie ausgehen zu lassen. Wenig später bauen sie sich einfache Hütten, in denen sie die Nacht über unterkommen.
Eines Tages entdecken die Kinder auf der Insel ein Schwein. Die Jäger stellen dem Tier eine Falle und können es erlegen. Mit Freudengesängen kehren sie zur Bergspitze zurück, wo das Feuer unbewacht ausgegangen ist. Besonders tragisch ist, dass in der Zwischenzeit ein Flugzeug über das Gelände flog. Ralph und auch Schweinchen machen den Jägern und damit auch Jack Vorwürfe. Jack schlägt Schweinchen und ein Glas seiner Brille geht kaputt. In der Folgezeit kann sich der gemäßigte Ralph immer seltener gegen den aggressiven Jack durchsetzen. Auch die Bedeutung der Muschel – derjenige, der sie hält, darf reden, ohne unterbrochen zu werden – rückt immer mehr in den Hintergrund. Ralph, Schweinchen und Simon werden mit einigen kleineren Kindern immer mehr zu Außenseitern. Als einer der kleineren Jungen eine Bestie auf der Insel glaubt, durchsuchen Ralph, Jack und der ältere Roger ein Felsenareal, das sie bisher noch nicht erkundet hatten. Tatsächlich glauben sie, in einer Felsspalte ein Monster zu sehen, und rennen schreiend davon.
Jack hat bei der Rückkehr zum Lager genug von Ralph und trennt sich von der Gruppe. Er will mit jedem, der zu ihm stößt, einen eigenen Stamm bilden. Bald hat sich ein Großteil der Jungen auf Jacks Seite geschlagen. Der stilisiert die Bestie zu einem bösen Geist, dem er mit Schweineköpfen Opfer darbringt. Simon wiederum schlägt vor, dass die Gruppe noch einmal auf den Berg steigen sollte, um das Monster genauer zu sehen. Niemand geht auf seinen Vorschlag ein und so begibt er sich allein auf den Berg. In der Felsspalte entdeckt er die Leiche eines Fallschirmspringers. Er kehrt zum Strand zurück. Hier haben sich Jacks Krieger in einen Rausch gesteigert und schreien immer ekstatischer „Tötet die Bestie, tötet das Schwein!“ Plötzlich erscheint Simon aus dem Urwald, die Jungen stürzen sich auf ihn und töten ihn. Am nächsten Morgen ist Ralph immer noch entsetzt, da Jacks Gruppe Simon ermordet hat. Schweinchen beteuert, dass es ein Unfall war.
Jack regiert unterdessen wie ein Despot. Er lässt der Gruppe um Ralph das Feuer zerstören und stiehlt Schweinchens Brille. Der sieht dadurch nichts mehr, sodass sich Ralph und Schweinchen zu Jacks Höhle begeben. Es kommt zum Zweikampf zwischen Ralph und Jack, dem die anderen Jungen hasserfüllt zusehen. Einer der Jungen lockert einen Felsblock, der auf den am Fuße des Berges wartenden Schweinchen niedergeht und ihn erschlägt. Alle Jungen sehen erstarrt zu, wie die Leiche Schweinchens aufs offene Meer treibt.
Ralph ist nun der einzige auf der Insel, der gegen Jack steht. Die Gruppe um Jack steckt immer größere Teile der Insel in Brand und eröffnet die Jagd auf Ralph. Er wird von zwei Zwillingsjungen gewarnt, dass Jack ihn umbringen will. Ralph läuft um sein Leben. Als er schließlich über den Strand stolpert, steht plötzlich ein Mann vor ihm – die Marine ist mit einem kleinen Beiboot auf der Insel gelandet. Nach und nach erscheinen Jacks Mitstreiter in aufwendiger „Kriegsbemalung“ am Strand. Sie wirken enttäuscht; Ralph beginnt unhörbar zu weinen.

## Produktion
Herr der Fliegen wurde 1961 auf Vieques, in Aguadilla und im El Yunque National Forest (alle zu Puerto Rico gehörend) sowie in Tennessee und auf Jamaika gedreht. Seine Premiere hatte der Film am 14. Mai 1963 bei den Internationalen Filmfestspielen von Cannes. In Deutschland erfolgte die Fernseh-Premiere am 11. August 1971 in der ARD. Am 16. Juni 1983 kam der Film in die deutschen Kinos und wurde am 10. Oktober 2007 auf DVD veröffentlicht.

## Kritik
„Auf allen Bedeutungsebenen – als politische Parabel, pessimistische Utopie und psychologisch-anthropologische Studie – wegen des überzeugenden Ineinandergreifens der Themen und Motive interessant und diskussionswert“, schrieb der film-dienst. Peter Brook habe die Literaturvorlage als „grimmigen Survival-Albtraum“ verfilmt; herausgekommen sei eine „zivilisationspessimistische Robinsonade“ befand Cinema.

„Dieser … Film zeigt, was passieren kann, wenn autoritär erzogene, auf Führerpersönlichkeiten fixierte Menschen sich in einer Situation wiederfinden, die Kollektivbewußtsein erfordert. Obwohl man sich anfänglich unter einer Fahne wähnt … geht mit dem Ablegen der (Schul-)Uniform auch die Moral flöten. Da breiten sich Rivalitäten zu Grausamkeit und Mord aus, Urängste gewinnen die Oberhand, die demokratische Fassade, die nur anerzogen, aber nicht verinnerlicht ist, bröckelt ab. Da gibt es Diktatoren und Sündenböcke, und die flink agierenden Kräfte des Opportunismus, die „im Schatten des Starken“  sofort und bösartig aktiv werden, und später, wenn sich die Lage wieder normalisiert hat, als erste die Waffen strecken und ihre Taten „vergessen“ … [Brooks] hat es nicht nötig, äußerliche Spannung zu horten; seine kleinen Darsteller reagieren ungeniert vor einer zurückhaltenden Kamera – nur das Geschehen ist wichtig.“

## Auszeichnungen
Der Film lief auf den Internationalen Filmfestspielen in Cannes im Wettbewerb um die Goldene Palme. Das National Board of Review zählte Herr der Fliegen 1963 zu den zehn besten Filmen des Jahres.
Die Deutsche Film- und Medienbewertung FBW in Wiesbaden verlieh dem Film das Prädikat „besonders wertvoll“.